# Czewujewo
Czewujewo – wieś w województwie kujawsko-pomorskim, w powiecie żnińskim, w gminie Rogowo.
W latach 1975–1998 miejscowość administracyjnie należała do województwa bydgoskiego.
Wieś jest znajduje się 7 km na południe od Żnina (kujawsko-pomorskie). Zabudowania wsi położone są wzdłuż drogi nr 5, na odcinku około 4 km. Czewujewo to w 85% wieś rolnicza. Przeważają małe i średnie gospodarstwa rolne o powierzchni 6-40 ha. Ze względu na bardzo dobrą klasę gruntów uprawiana jest tu przede wszystkim pszenica i buraki cukrowe, ale także jęczmień i rzepak. Mieszkańcy nie posiadający gospodarstw rolnych znajdują zatrudnienie w Rogowie i Żninie. Czewujewo, według Narodowego Spisu Powszechnego (III 2011 r.) zamieszkiwało 255 mieszkańców. Wieś jest w 100% zwodociągowana i stelefonizowana. W niedalekiej przyszłości planuje się tu doprowadzenie gazu ziemnego i odprowadzenie ścieków do oczyszczalni w Rogowie. Mieszkańcy mają do dyspozycji świetlicę wiejską oraz park i boisko piłkarskie.
Po zachodniej stronie drogi nr 5 znajduje się kaplica poewangelicka z 1890 roku, obecnie kościół parafialny pw. św. Wawrzyńca. Proboszczem parafii jest od 1984 roku ksiądz Bogdan Woldański. Parafia skupia 710 wiernych z Czewujewa i okolicznych miejscowości (Grochowiska Księże, Izdebno I, Izdebno II i Wola). Na terenie wsi znajduje się cmentarz parafialny i kaplica przycmentarna wybudowana w 1998 roku.
Na południowo-wschodnim skraju wsi wznosi się grodzisko stożkowate o wysokości 10 m, porośnięte krzewami. Wiele różnych opowieści wiąże się z tym kopcem, z którego bardzo dobrze widać panoramę wsi. Jedni twierdzą, że jest to mogiła żołnierzy napoleońskich. Inni sądzą, że do góry tej prowadzą lochy z zamku weneckiego. Popularna jest też opowieść o Czewoju, dziedzicu Czewujewa, który w okresie nieurodzaju i głodu obdarowywał swych poddanych ziarnem – sypał je w czapki chłopskie, za to poddani na pamiątkę przynosili mu tyleż samo ziemi i w ten sposób usypali kopiec.